# Jens Castrop
Jens Castrop, né le 29 juillet 2003 à Düsseldorf en Allemagne, est un footballeur sud-coréen qui évolue au poste de milieu offensif au Borussia M'gladbach.

## Biographie

### En club
Né à Düsseldorf en Allemagne, Jens Castrop possède des origines sud-coréennes. Il commence le football au Lohausener SV puis joue pour le club de sa ville natale, le Fortuna Düsseldorf, avant de rejoindre le FC Cologne, où il poursuit sa formation.
Le 7 janvier 2022, Jens Castrop rejoint le FC Nuremberg, sous la forme d'un prêt d'une saison et demie. Le club dispose d'une option d'achat sur le joueur.
Il joue son premier match en professionnel avec ce club, le 12 février 2022 contre le Karlsruher SC, en championnat. Il entre en jeu, et son équipe s'incline sur le score de quatre buts à un ce jour-là.
Le 19 juin 2023, le FC Nuremberg lève l'option d'achat de Castrop et le joueur rejoint définitivement le club.

### En sélection
Jens Castrop représente l'équipe d'Allemagne des moins de 17 ans de 2019 à 2020. Au total il fait six apparitions avec cette sélection.
Avec les moins de 19 ans, il joue un total de six matchs entre 2021 et 2022.